# Stymphalos
Stymphalos (altgriechisch Στύμφαλος, lateinisch Stymphalus), auch Stymphelos oder Stymfalos, ist der antike Name einer Hochebene, des Stymphalischen Sees und eines Ortes im Nordosten der Peloponnes, die heute Stymfalia genannt werden.

## Mythologisches und spätantike Geschichtsschreibung
Reichliches Quellwasser und der See Stymphalos begünstigten wohl die Besiedlung. Der Feldbau in der an sich fruchtbaren Karst-Ebene (Polje) blieb jedoch schicksalhaft, da die Seeausdehnung in der Ebene mangels oberirdischen Abflusses jahreszeitlich und Jahr für Jahr stark schwankte – von ausgetrocknet bis ganz überflutet (vgl. Stymfalia (Ökosystem)). Ohne die Sage über Herakles und die Stymphaliden wäre Stymphalos zu allen Zeiten ein unbedeutender, kaum bekannter Flecken geblieben.

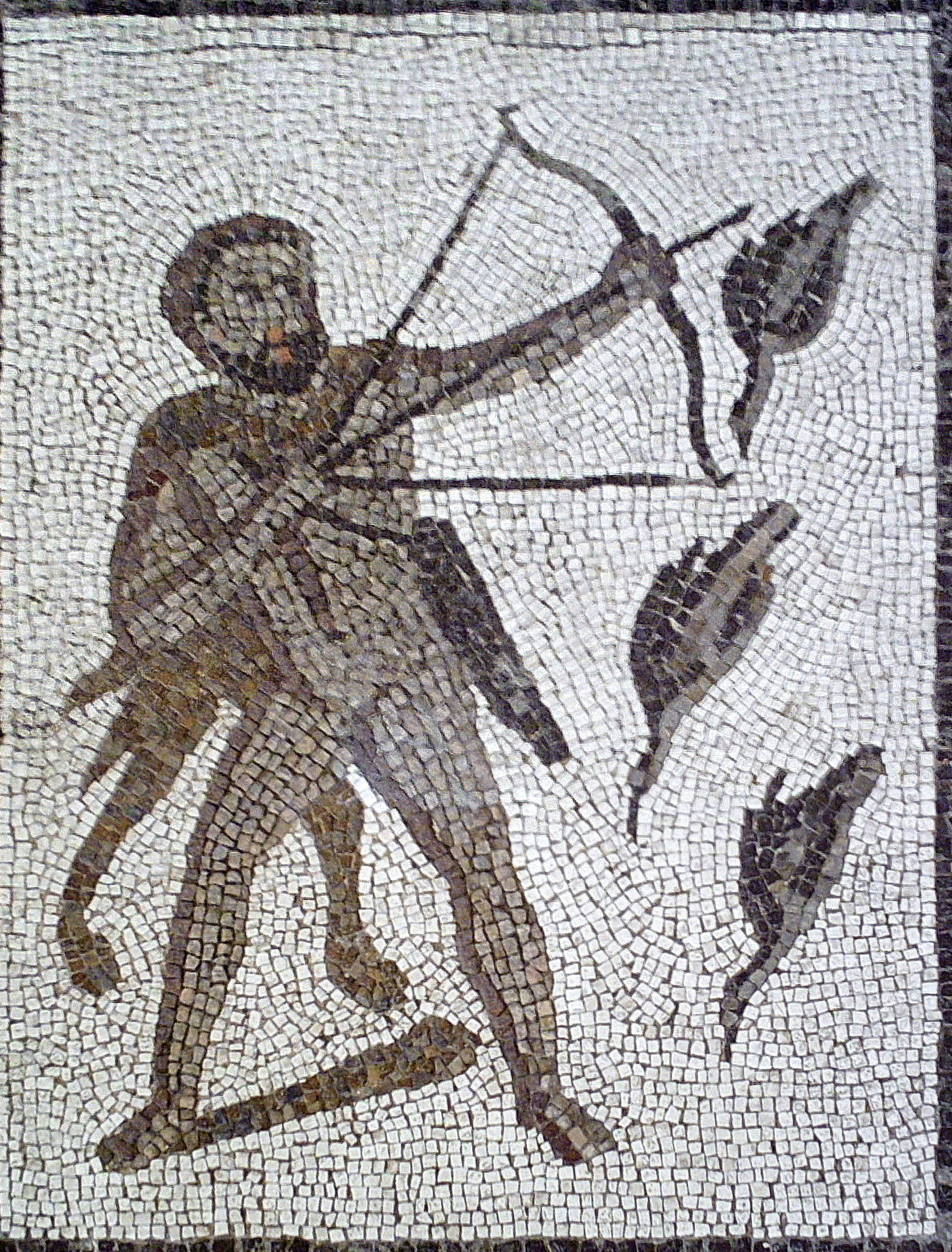
Herakles und die Stymph. Vögel. Röm. Mosaik, Llíria (Valencia)
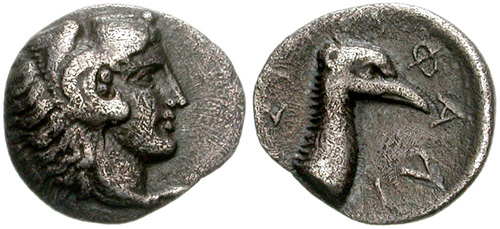
ca. 370–350 v. Chr., Herakles, Stymphalischer Vogel
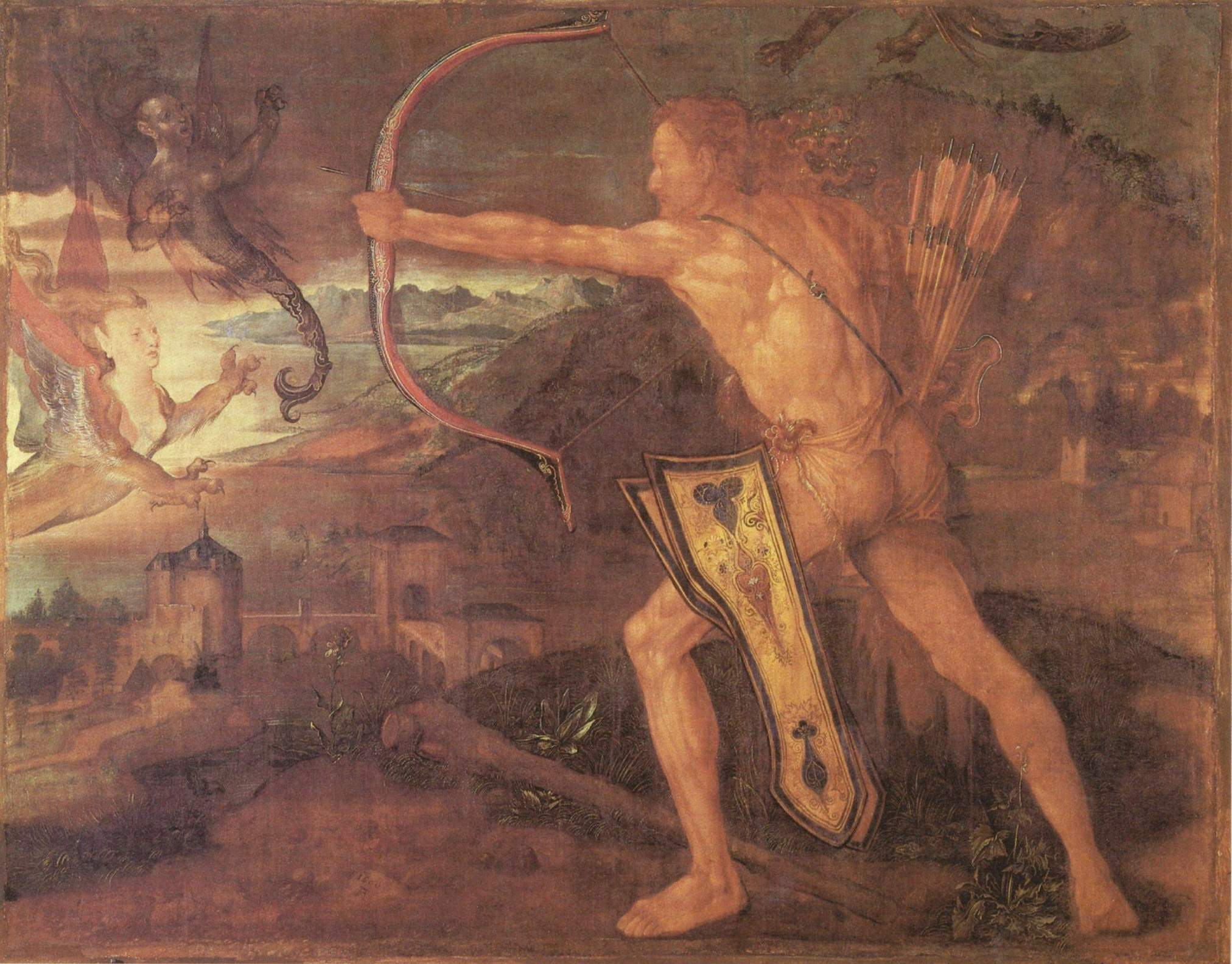
Albrecht Dürer; Herkules und die Stymphalischen Vögel
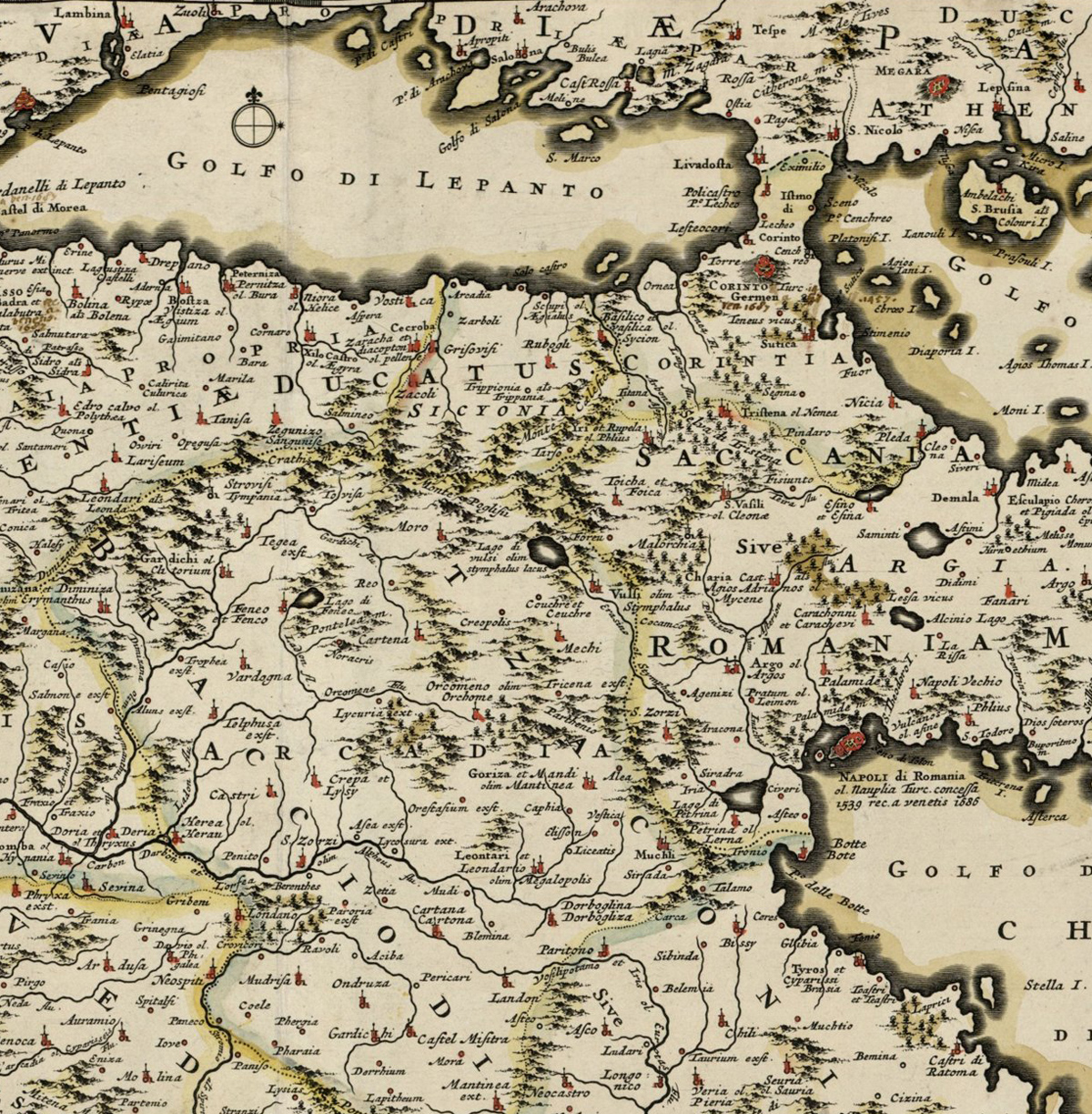
Moreae/Peloponnesus, F. de Wit, 1680, Amsterdam; Stymphalos = Kartenmitte.
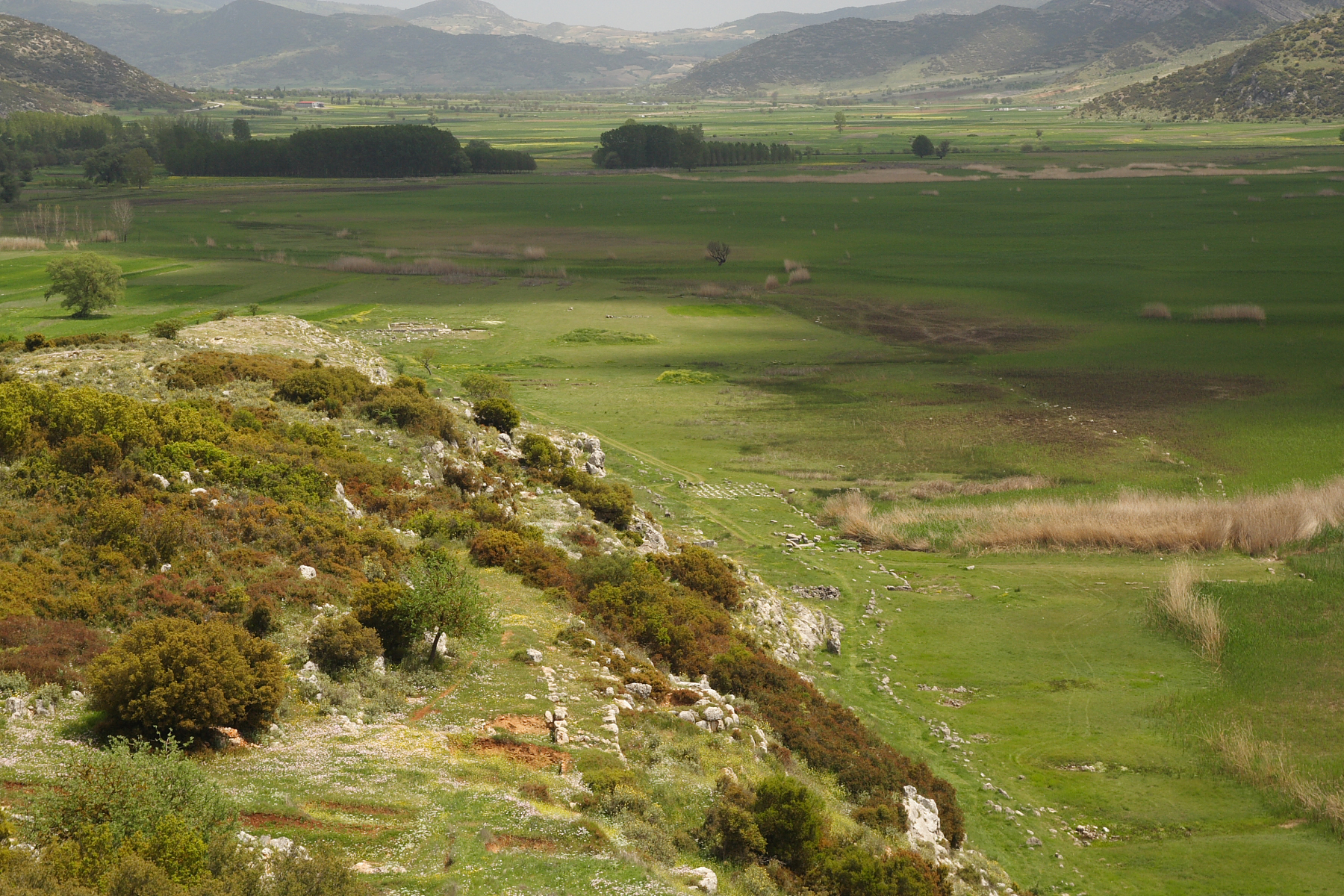
Ausgrabung 1980–2002. Akropolis: Häuser. Grüner Boden: Stadtmauer, Südwesttor, Wohnhäuser
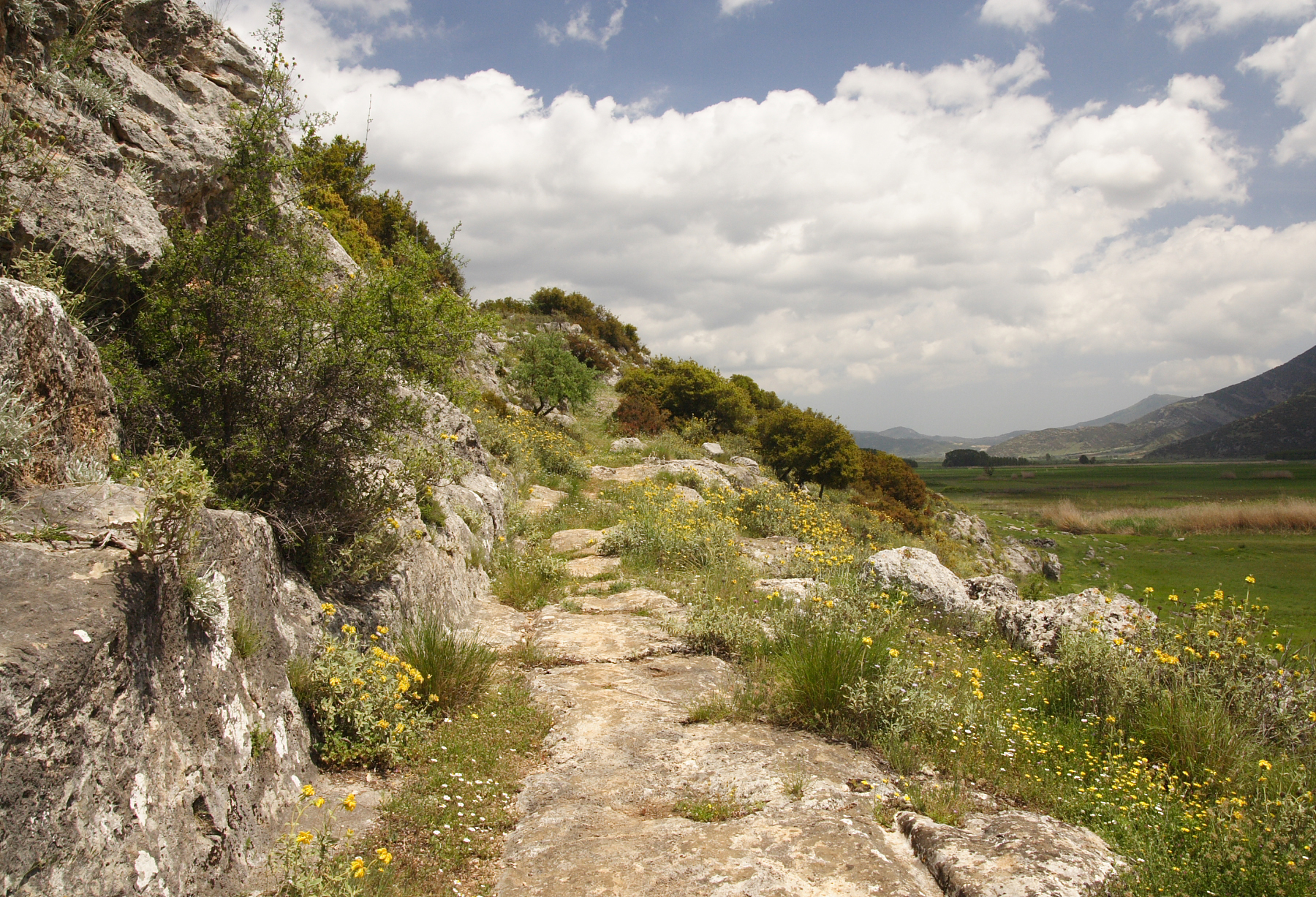
Straße zur Akropolis; unten Straßereste zur Unterstadt, rechts See
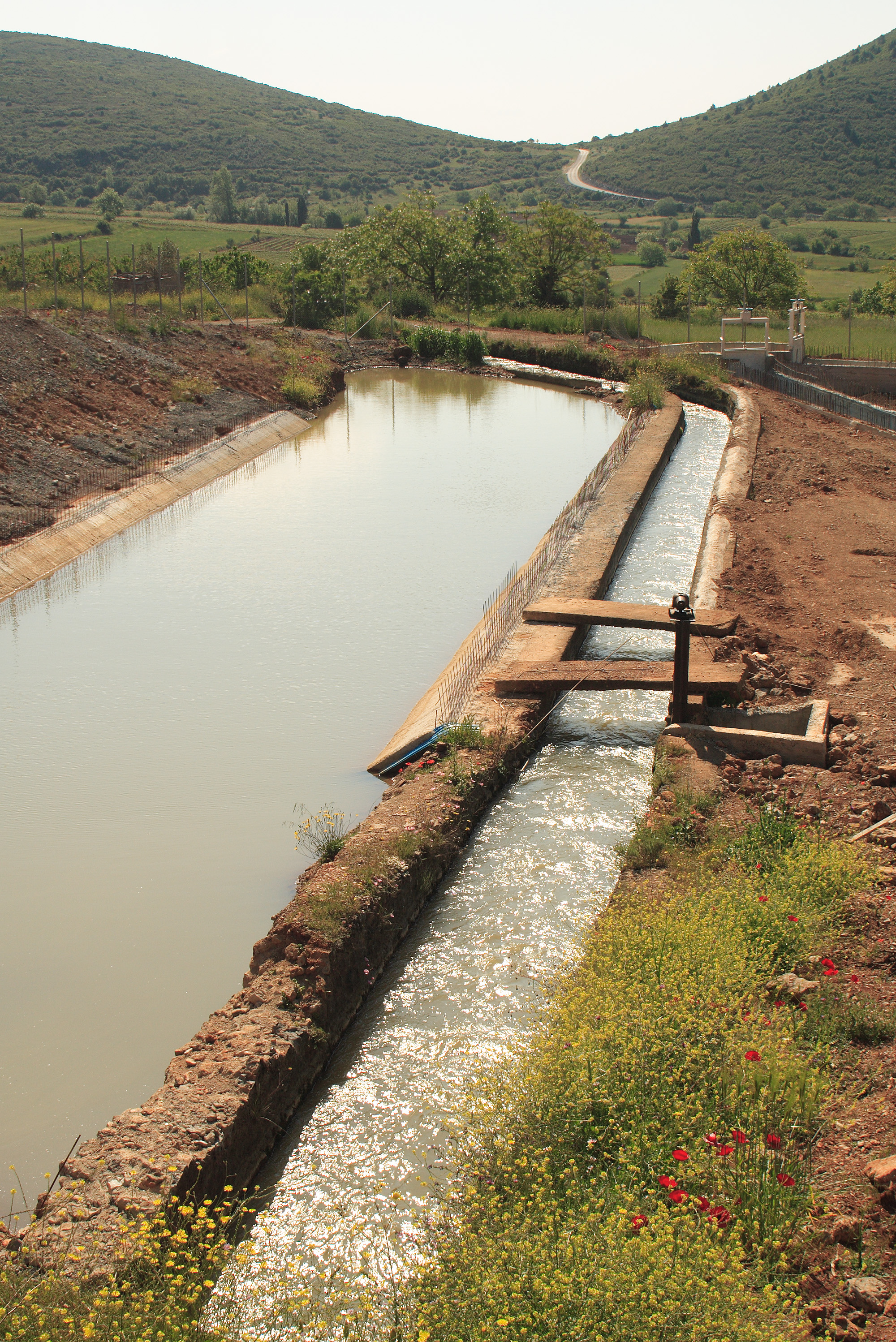
Gefährdetes Denkmal: Hadrian-Aquädukt bei Stymfalia, ca. 130–2006
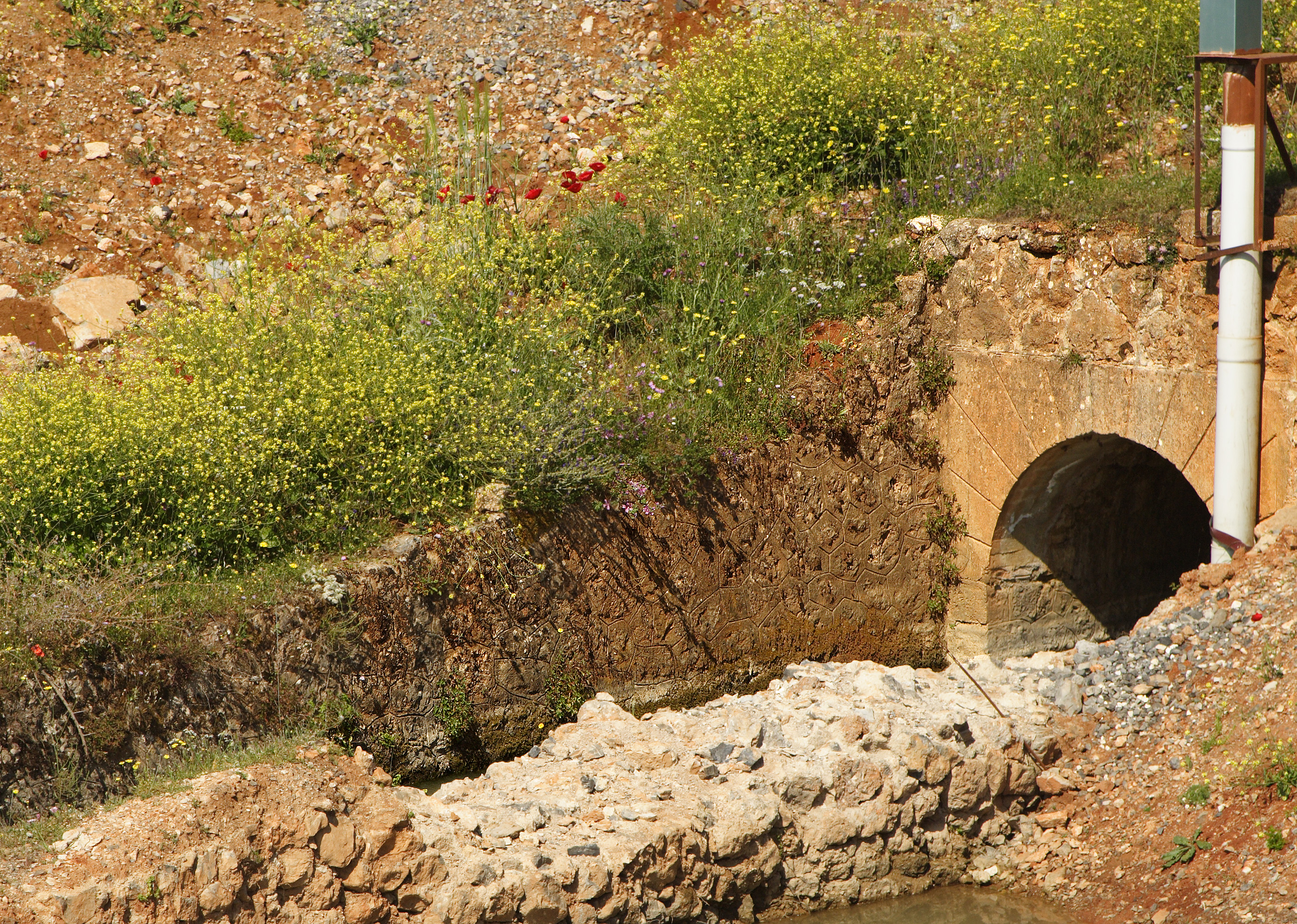
Hadrian-Aquädukt von ca. 130 n. Chr.: Tunnelende nach dem Stymfalischen See
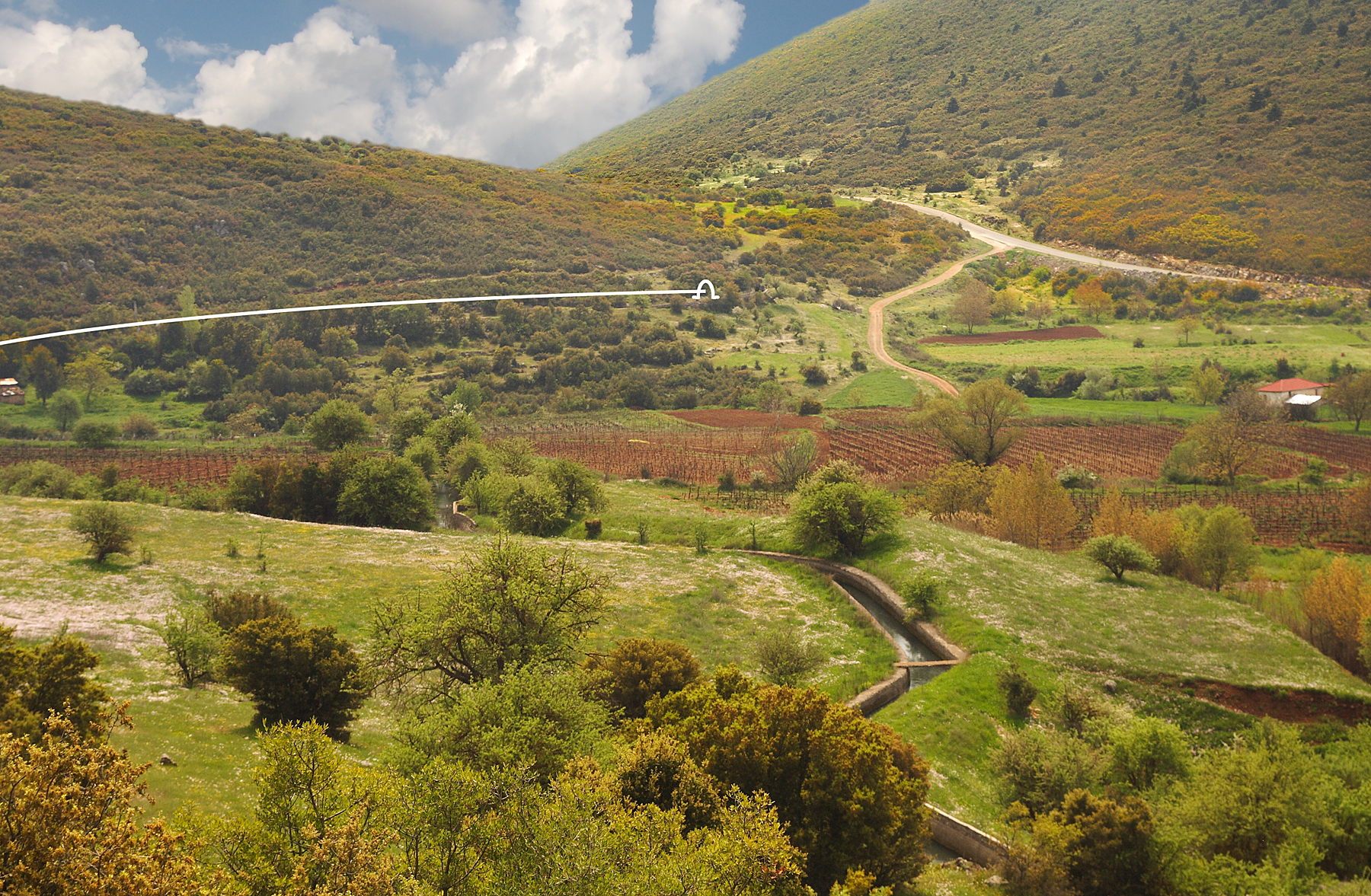
Hadrian Aquädukt, ca. 130 A.D., Standort: 80 m nach erstem von 2 Tunneln
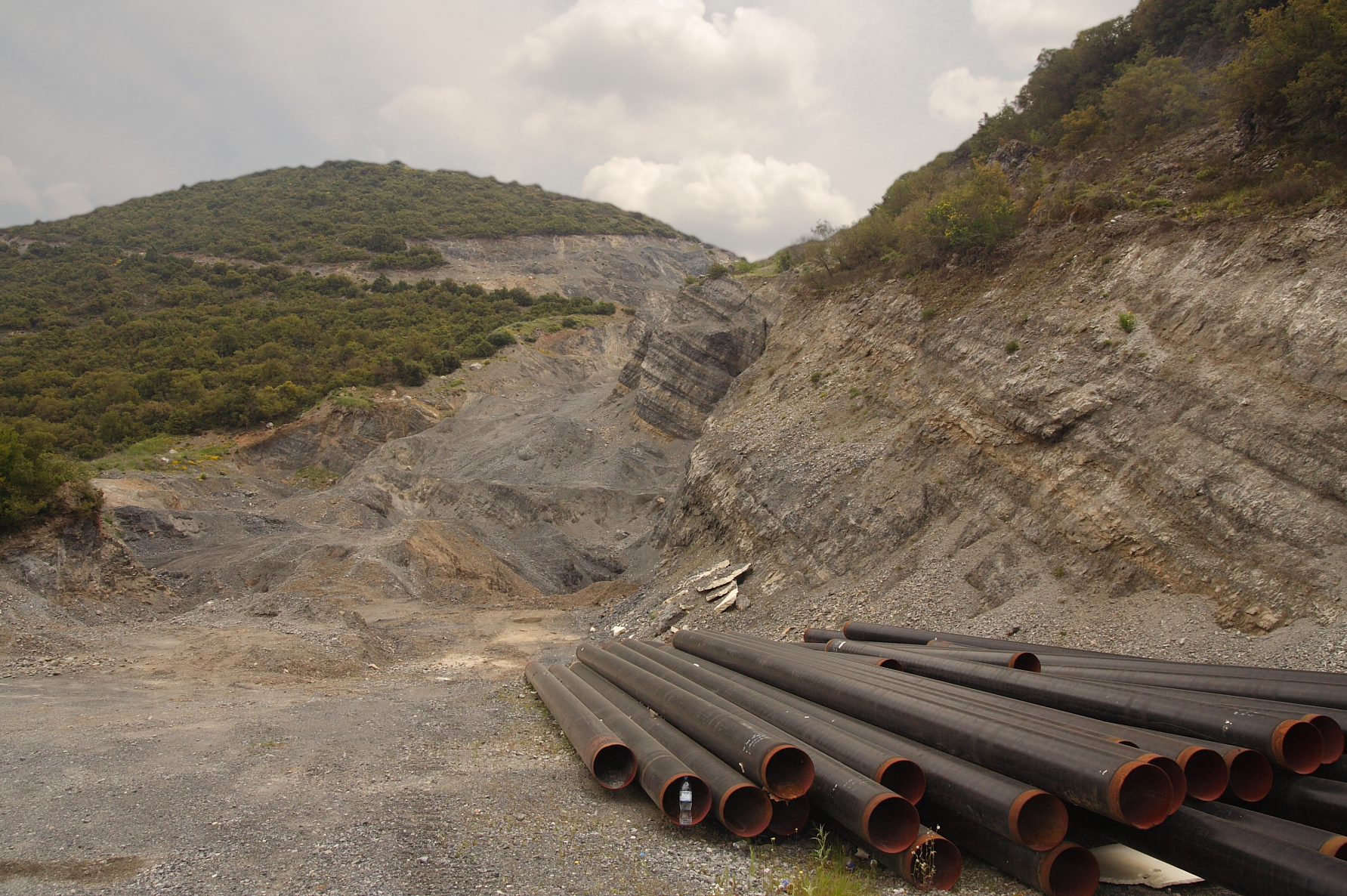
Am See vor Pass: Zustand (5/07): Stillgelegte Baustelle von Straße und Wasser-Pipeline
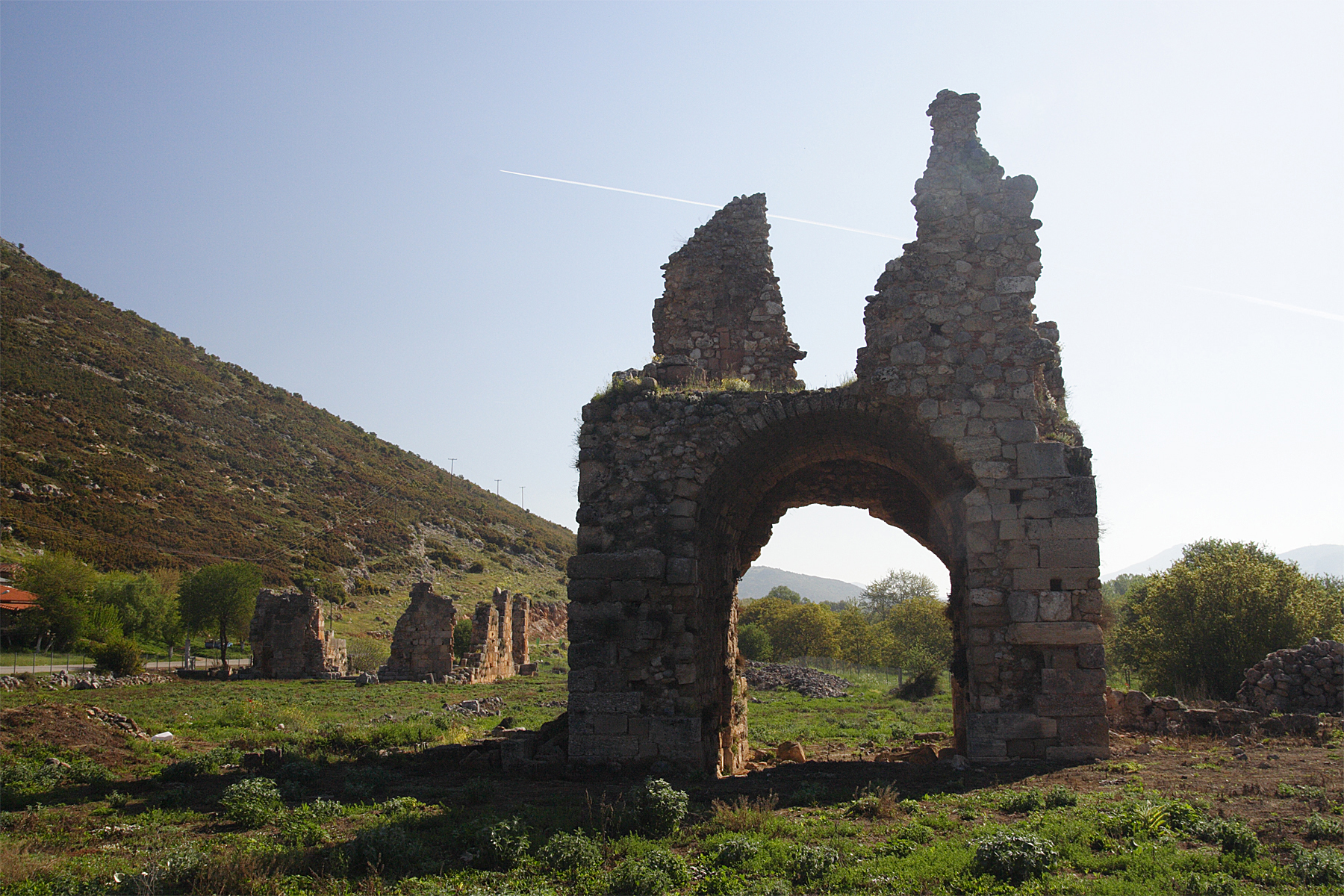
Zaraka, fränkisches Zisterzienserkloster, ca. 1225–1280. Mount Ziria 2374 m; See Stymfalia rechts vom Bild
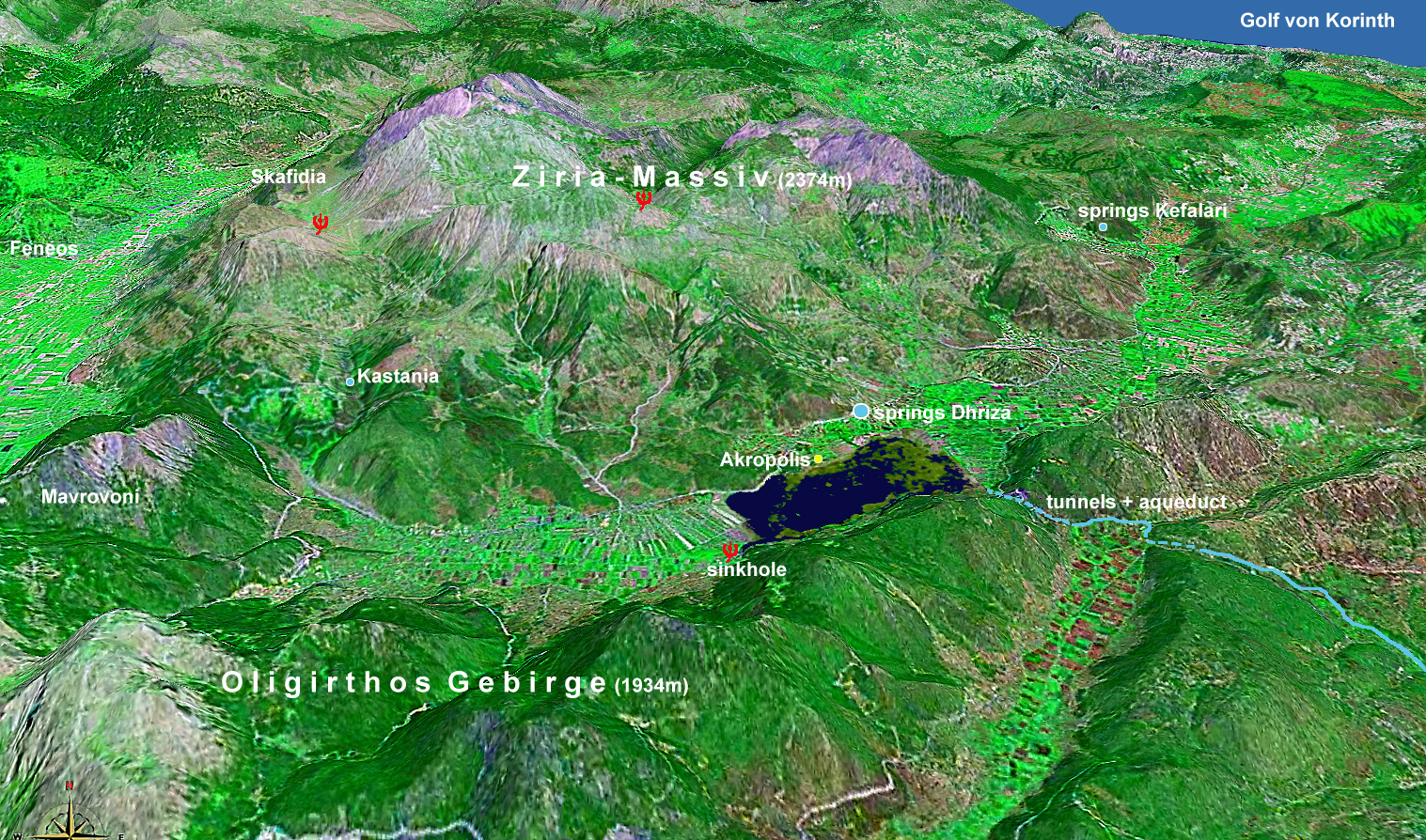
Stymphalias Lage, Hadrian-Aquädukt. (Landsat7, Falschfarben, s==>n, aus 8 km)

Der Sage zufolge war Stymphalos erst besiedelbar, nachdem Herakles die kranichgroßen Stymphalischen Vögel mit Pfeil und Bogen erlegt hatte, weil sie die Menschen mit ihren harten Schnäbeln zu Tode hackten. Die Sage hat offensichtlich einen Bezug zur damaligen und heutigen lokalen Realität Stymfalias: Der unberechenbare See macht die Existenzsicherung durch Feldbau schwierig. Ebene und See waren aber bis heute eine sichere Lebensgrundlage für seltene Fisch- und Vogelarten und Raststation vieler Zugvögel. Heute geht in Stymfalia die Gefahr nicht mehr von der Natur, sondern von menschlichen Eingriffen aus.
Eine wichtige Quelle für diese Sage, für Ebene und See Stymphalos, wie auch für die Archäologie und Geschichtsschreibung zu ganz Griechenland sind die erhaltenen Schriften des Pausanias. Fakten und Mythen zu Stymphalos hat er in seinem ca. 171–181 geschriebenen Werk Beschreibung von Griechenland, Buch VIII, Arkadien (8.22) beschrieben.

## Nachwirkung in Kultur und Kunst bis heute
In römischer Zeit, in der Renaissance, dem Klassizismus aber auch heute noch war und ist die griechische Mythologie – auch Stymphalos – sehr lebendig und lebt auch heute noch in Mosaiken, Skulpturen, Stichen, Ölbildern, lexikalischen Werken und in der Literatur fort. Ein 1750 Jahre alter Beleg aus Spanien (!) ist der Teil eines römischen Mosaiks „Herakles tötet die Stymphalischen Vögel“ (aus Llíria bei Valencia). Alte Kartenwerke zum Peloponnes, so auch die Moreae-Karte von Frederick de Witt von 1680, verzeichnet einen „Stymphalus lacus“.

## Archäologie: hellenistische Besiedlung, fränkische Episode
Seit der Bronzezeit entwickelte sich an der Nordseite des Sees Stymfalia eine Besiedlung, die ab dem 4. Jahrhundert BC eine kleine griechische Stadt mit Stadtmauer und Tempel wurde. Als Pausanias Stymphalos besuchte (ca. 150), war die Stadt, insbesondere nach einem zerstörerischen Erdbeben, schon weitgehend aufgegeben.
Seit 1980 wurde der See geologisch und seine Nordseite archäologisch erforscht.
Kanadische Archäologen (vgl. die Links) konnten Reste von Stadtmauern und -Toren, Straßen, einen Athena-Tempel (auf dem Akropolis-Hügel) und, von der schwankenden Seeausdehnung immer wieder überflutet, eine Anzahl von Gebäudefundamenten freilegen und anhand von Fundstücken und Vergleichen die Besiedlungszeit datieren.
Hiervon in ca. 2 km Entfernung nordwestlich, liegen gut erhaltene Ruinen, die einem fränkischen Zisterzienser-Kloster, Kloster Zaraka, aus der Zeit der Kreuzzüge zuzuordnen sind. Das Kloster wurde u. a. mit Steinen der hellenistischen Ruinen errichtet, als Kloster ab ca. 1225 genutzt und ca. 1280 wieder aufgegeben.

## Feldbau, Bewässerung, Kulturdenkmal im schwierigen Ökosystem
Im Unterschied zur Reihe der ähnlichen Karstbecken des Peloponnes weist der Stymfalische See zwei Besonderheiten auf:
1. Der See verschwindet während der heißen, trockenen Jahreszeit so gut wie nie; Die aus winterlichen Niederschlägen oft stark ansteigende Wassermenge wird durch Verdunstung und zwei, bisweilen verstopfte, Schlucklöcher (griechisch: katavothres, pl.) und einen künstlichen Ausgang immer nur soweit reduziert, dass der See i. d. R. eine minimale Größe von 3 auf 1 km behält.
2. Der philhellenische Römische Kaiser Hadrian ließ einen künstlichen Ausgang, das Hadrianische Aquädukt von Korinth vom Stymphalischen See bis nach Korinth bauen. Dazu wurde vom südöstlichen Seerand aus ein 1070 m langer Tunnel durch den angrenzenden Berg getrieben und nach dem nächsten Tal ein weiterer, 780 m langer Tunnel. Von hier wurde das Wasser in einem weiten Bogen nach Süden mit durchschnittliches Gefälle von nur 5 m pro km nach Korinth geleitet. Das ca. 84 km lange Bauwerk war eine Meisterleistung, für die erfahrenen römischen Ingenieure aber eine Routine-Aufgabe.

Pausanias hat auch diese beiden Besonderheiten in seinem Buch Arkadien erwähnt.
Der Aquädukt war lange in Betrieb. Er verfiel jedoch, bis die solide gebauten Tunnel und anschließende, weitere Kilometer bis in die Ebene von Nemea 1881–1885 repariert waren, damit Seewasser zur sommerheißen Felder-Bewässerung der Ebene bei Kiáto am Golf von Korinth gelangen konnte (Morfis, S. 130). Ab 2002 begann die Präfekturverwaltung von Korinthia den Bau eines modernen Wasserpipelinesystems, die ersten 10 km auf der im Prinzip gleichen Route. Die Trassierung und die Baumaßnahmen hinter dem ersten Tunnel haben dort die Funktionsfähigkeit des historischen Kulturdenkmals der Spätantike grob gefährdet. Der Streit um die Neuverteilung der Wasserrechte seit den 1990er Jahren (Stymfalier gegen Küstenstädte) und Umweltschutzsorgen, ob die hohen Transportkapazitäten der Pipeline das ökologische Gleichgewicht Stymfalias gefährden, haben auch zu rechtlichen Interventionen geführt. Es kam zu jahrelangem Liegenlassen angefangener Baustellen und von Stahlrohren. See und Umgebung waren zwischenzeitlich gesetzlich geschützt worden. Nach der Ratifizierung von EU-Wasser-Richtlinien und der EU-Schutzbestimmung Natura 2000 durch Griechenland hatte der Staat See und Umgebung von Stymfalia unter die Schutzbestimmungen gestellt. Vgl. dazu Stymfalia (Ökosystem).